# Bull terrier
Il bull terrier è una razza canina originaria della Gran Bretagna riconosciuta dalla FCI (Standard N. 11, Gr.).

## Storia
L'attuale Bull Terrier discende dal Bull and Terrier selezionato nella Gran Bretagna del XIX secolo tramite l'incrocio dell'Old English Bulldog con varie razze di terrier.
La razza Bull Terrier fu sviluppata per soddisfare le esigenze sul controllo di "animali nocivi" (ratti, ecc.) e sul combattimento tra animali. I Bull e i Terrier derivano dall'incrocio fra razza Old English Bulldog (ora estinta) e la razza Old English Terrier (attualmente conosciuto come Manchester Terrier). L'incrocio Bull Terrier combinando la velocità e destrezza dei terrier (dalla costituzione leggera) con la austera tenacia del Bulldog (mero esecutore nella maggior parte delle situazioni di combattimento, perché  allevato quasi esclusivamente per la lotta contro i tori e gli orsi legati a un palo) migliorò la qualità dei combattimenti al punto tale che lo sviluppo della razza prese il sopravvento a discapito della conservazione delle razze originali, inoltre, l'assenza di standard nella selezione (basata sulle prestazioni e non anche per l'aspetto), ebbe come conseguenza la creazione di due razze più piccole e quindi più maneggevoli: il "Bull Terrier miniature" e lo "Staffordshire Bull Terrier".
Intorno al 1850 un allevatore di nome James Hinks incominciò a selezionare la razza come oggi la conosciamo, effettuando ulteriori incroci tra Bulldog e con English White Terrier (ora estinto).
Nel 1862 alla ricerca di un aspetto più pulito con gambe migliori e una testa più bella e definita, nacque quello che possiamo definire il primo vero esemplare di Bull Terrier, una femmina di nome Puss, nata dal suo Bulldog bianco di nome "Madman". Puss entrò nel concorso della mostra canina presso i Giardini Cremorne a Chelsea nella classe "Bull Terrier"; anche se originariamente era conosciuto come "Hinks Breed" e "Il Cavaliere Bianco" (Hinks prediligeva che la sua razza fosse bianca), non avendo tuttavia ancora i tratti caratteristici del Bull Terrier attuale (come il muso "a uovo" che in parte ricorda quello di uno squalo), mantenendo lo "stop" del naso nel profilo del cranio. Il "muso a uovo" fu infatti inserito solo successivamente dai figli di Hinks, che ne continuarono la selezione.
Dalla prima presentazione fatta da Hinks, la razza godette di un'incredibile popolarità e l'allevamento continuò, utilizzando dalmata, Greyhound, Pointer spagnolo, Foxhound inglese e Whippet per aumentarne l'eleganza e l'agilità e il Borzoi e il Collie per ridurre ulteriormente lo "stop" del naso. L'allevamento mirava ad aumentare la robustezza, i tre "sottotipi" riconosciuti dai giudici sono: Bulldog, Terrier e dalmata, ognuno con la sua specifica conformazione ed equilibrio tra le 3 razze. Il primo "moderno" Bull Terrier è ora riconosciuto come "Lord Gladiator", dal 1917, essendo il primo cane con il muso senza "stop".
Già nel 1887 venne fondato il primo Club. Il riconoscimento ufficiale avvenne però solo nel 1933.
A causa di problemi di salute connessi nell'ottenere una razza tutta bianca d'allevamento, Ted Lyon insieme con altre persone incominciarono a introdurre successivamente tramite degli incroci con degli Staffordshire Bull Terrier la variante colorata nel XX secolo. I Bull Terrier di diversi colori (il "tigrato" è in genere il colore prediletto) vennero riconosciuti come una varietà distinta dal AKC nel 1936, mentre vennero definitivamente a far parte della razza solo negli anni cinquanta.
Oltre alla conformazione fisica, perseguirono anche delle specificità caratteriali. L'epiteto "bianco Cavalier", rifacendosi a un'epoca di cavalleria, è stato conferito a una razza che, pur non cercando di incominciare una lotta, era ben in grado di finirne una. Anche se erano spesso iscritti a incontri di combattimento con un certo successo, Hinks stesso aveva sempre mirato a un cane "compagno per gentleman".
In seguito la razza si ampliò con l'aggiunta della variante "miniature", che si diffuse soprattutto come cane da compagnia. Il primo club per questa variante venne fondato nel 1938, mentre il riconoscimento del miniature Bull Terrier avvenne nel 1939.

## Caratteristiche

### Comportamentali
Il bull terrier è un cane coraggioso, ma rispetto alle altre tipologie di terrier e di bull è caratterizzato da un temperamento calmo che si adatta bene alla vita in famiglia e ai bambini, anche se rimane comunque un cane con caratteristiche tali da aver bisogno di un proprietario che lo sappia gestire facendosi rispettare, educandolo con decisione e coerenza.
Dal punto di vista comportamentale il bull terrier predilige il rapporto con le persone e si dimostra un cane da compagnia particolarmente affettuoso ed equilibrato. Nel gioco all'aperto preferisce le persone o gli altri cani rispetto agli oggetti. Ha bisogno di molto esercizio fisico compensato da molte ore di sonno.
Nonostante il temperamento della razza sia stato notevolmente smorzato attraverso i successivi incroci e la selezione, il bull terrier deriva direttamente dal "Bull and Terrier", formidabile cane da combattimento. Bisogna prestare dunque una attenzione particolare alla socializzazione del cane. Importante che il cane fin dai primi mesi sia portato a socializzare sia con gli altri cani (cuccioli e adulti) sia con le persone, affinché si formi un carattere sicuro e socievole.
La separazione dalla madre deve avvenire preferibilmente sempre dopo i due mesi.
Il cucciolo può dormire anche più del 50% del giorno. Non è un cane rumoroso e abbaia poco.

### Fisiche
Il bull terrier nella versione standard non ha limitazioni né di peso né di altezza, mentre nella versione miniature l'altezza non dev'essere superiore ai 35,5 cm al garrese.
- la testa: la testa è ovoidale e piena, anche al termine del muso; la parte superiore del cranio è quasi piatta fra le orecchie. Il muso termina con il cosiddetto "naso romano", ossia un'ulteriore incurvatura in prossimità del tartufo, il quale sarà quindi rivolto verso il basso e sempre di colore nero. La linea dalla testa vista dal lato deve essere caratterizzata da una continuità dritta definita "non stop" ovvero fronte e muso fanno praticamente parte di una stessa linea. In genere il pelo al centro del muso, sopra il naso, è particolarmente rado, quasi assente.
- le zampe devono essere potenti, forti ed esprimere solidità, la lunghezza è media.
- la bocca: deve essere con una chiusura a forbice, labbra asciutte e aderenti
- gli occhi: devono essere piccoli e di forma triangolare. Il colore deve essere scuro
- le orecchie: devono essere erette senza puntare in avanti.
- il collo : Il collo è muscoloso e lungo, ma si assottiglia dalle spalle verso la testa.
- il tronco: è ben tondeggiante, con una cerchiatura marcata tra le costole e grande spazio tra il garrese e lo sterno.
- il dorso: è corto e solido
- il torace: visto frontalmente è largo e potente.
- il mantello: il pelo è ruvido, corto e uniforme. I colori sono 4: (A) bianco (le macchie di colore sono ammesse solo sulla testa); (B) tigrato; (C) colorato (il colore nero o marrone predomina sul bianco); (D) tricolore (in cui la somma dei colori nero e marrone predomina sul bianco)
- il peso: anche se la razza non impone limiti di peso per il bull terrier standard, in genere il cane è di stazza media e il maschio pesa intorno ai 28–30 kg mentre la femmina intorno ai 22–24 kg.

## Salute
Il Bull Terrier è un cane robusto e dotato di buona salute che in genere non presenta particolari problemi di salute rispetto ad altre razze.
Nonostante ciò, il Bull Terrier a manto interamente bianco è spesso più delicato e sensibile ad allergie e dermatiti.
Tutti i cuccioli dovrebbero essere controllati per escludere la sordità congenita che colpisce circa l'1,3% dei cani. In particolare va posta attenzione sui cuccioli albini (completamente bianchi, senza macchie né sul pelo e né sulla pelle), in cui l'incidenza di sordità congenita arriva al 20%.
Le punture di insetto possono provocare reazioni allergiche con infiammazioni diffuse, gonfiori e prurito.
L'aspettativa di vita media del bull terrier è 10-12 anni anche se in molti casi può essere superiore.
Il Bull Terrier è un cane energico e attivo che richiede un esercizio fisico giornaliero di almeno 1 ora. Un sano e attivo stile di vita, unito a un'alimentazione sana aiuta a mantenere il cane in salute sia dal punto di vista fisico sia comportamentale.
Il pelo non richiede particolari attenzioni e non necessita di essere spazzolato più di una volta alla settimana.
Come ogni cane domestico teme il caldo a partire dai 25°. Essendo dotato unicamente di ghiandole sudoripare in naso e cuscinetti delle zampe già a questa temperatura può ricevere danni permanenti. L'esposizione diretta al sole sarebbe da evitare in quanto il folto mantello, anche a pelo corto, è progettato per resistere alle gelate invernali, ma non permette la dispersione diretta del calore attraverso la pelle.

## Cure
Il Bull Terrier è un cane a pelo corto che non necessita di particolari cure. A ogni modo è buona regola lavarlo periodicamente (attenzione, perché ha la pelle molto sensibile), spazzolarlo con una spazzola apposita per cani a pelo corto (cosa che adora), tenere le orecchie pulite e tagliargli le unghie, anche se per farlo potrebbe essere necessaria una certa prontezza di riflessi. Si può anche usare un tagliaunghie o grinder apposito per cani, così non si rischia di fargli male.